# Список депутатов Верховного Совета Грузинской ССР 2 созыва
| # А Б В Г Д Е Ё Ж З И К Л М Н О П Р С Т У Ф Х Ц Ч Ш Щ Э Ю Я |

## А
- Абуладзе, Эсме Байрамовна
- Аветисов, Рубен Аракелович
- Азмайпарашвили, Шалва Ильич
- Алавердашвили, Михаил Виссарионович
- Алавидзе, Георгий Ермолаевич
- Алборов, Виктор Захарович
- Ананиашвили, Георгий Давидович
- Андгуладзе, Григорий Иосифович
- Арвеладзе, Елпида Алексеевна
- Ардзинба, Мария Кукуновна
- Аробелидзе, Севериан Евсеевич

## Б
- Бакрадзе, Валериан Минаевич
- Барабадзе, Нина Николаевна
- Барамия Михаил Иванович
- Бараташвили, Анна Александровна
- Бараташвили, Нина Александровна
- Барбакадзе, Илья Павлович
- Баригян, Карл Исаакович
- Басилая, Мария Петровна
- Башарули, Георгий Алексеевич
- Бендианишвили, Евгений Сомонович
- Берадзе, Цаца Фёдоровна
- Берая, Дина Георгиевна
- Бериташвили, Иван Соломонович
- Беришвили, Константин Алексеевич
- Берия Лаврентий Павлович
- Бероян, Мария Георгиевна
- Беруашвили, Резо Иванович
- Берулава, Параскева Васильевна
- Бзиава, Константин Павлович
- Бичашвили, Дарья Арчиловна
- Бондарев, Андрей Иванович
- Брегвадзе, Тамара Александровна
- Буджиашвили Василий Дмитриевич
- Букия, Борис Самсонович
- Бурдули, Ольга Гаврииловна
- Бурчуладзе, Мария Ивлиановна
- Бухникашвили, Александр Варденович
- Бучухишвили, Вера Серапионовна

## В
- Вадачкория, Шалва Дианосович
- Васадзе, Акакий Алексеевич

## Г
- Габуния, Александр Лаврентьевич
- Габуния, Андрей Алексеевич
- Габуния, Никандр Варфоломеевич
- Гагуа, Илларион Авксентиевич
- Гамбашидзе, Шалва Ксенофонтович
- Геладзе, Николай Васильевич
- Гелашвили, Дмитрий Васильевич
- Георгадзе, Арчил Дмитриевич
- Георгадзе, Нестор Асалович
- Гетия, Шота Дмитриевич
- Гигаури-Чарквиани, Нина Ивановна
- Гигошвили Арчил Александрович
- Гиоргадзе, Пация Евгеньевна
- Гогуа Василий Барнабович
- Гогуа, Вениамин Васильевич
- Гомелаури, Николай Георгиевич
- Гонгадзе, Варлам Александрович
- Гордезиани, Георгий Михайлович
- Гохелашвили, Мария Соломоновна
- Гочашвили, Георгий Александрович
- Грдзелашвили, Екатерина Михайловна
- Гуджеджиани, Борис Иванович

## Д
- Давитадзе Дауд Алиевич
- Двали, Иван Луарсабович
- Девидзе, Нина Ивановна
- Делба Михаил Константинович
- Джабуа, Георгий Андреевич
- Джавахишвили-Комахидзе, Нина Александровна
- Джанджгава, Давид Несторович
- Джанелидзе, Александр Илларионович
- Джвебенава, Ефим Дмитриевич
- Джгубурия, Георгий Гуджаевич
- Джикия, Софья Левановна
- Джорбенадзе, Антон Васильевич
- Дзебисашвили, Исаак Иосифович
- Думбадзе, Фатуша Давидовна

## Е
- Егоров, Никита Васильевич
- Елисабедашвили, Георгий Иванович
- Ефимов, Павел Иванович

## Ж
- Жгенти, Николай Мелкиседекович
- Житников, Василий Петрович

## З
- Замбахидзе, Григорий Никифорович
- Зоделава, Ивлиан Самсонович

## И
- Иванисели, Мария Матвеевна
- Илуридзе, Константин Михайлович
- Имнадзе, Акакий Габриелович
- Исиани, Георгий Давидович

## К
- Калмыкова, Вера Фроловна
- Канделаки, Гури Давидович
- Кантария Мелитон Варламович
- Картвелишвили, Шалва Иосифович
- Карумидзе, Иосиф Георгиевич
- Карчава, Григорий Зосимович
- Кварацхелия, Александр Ильич
- Кварацхелия, Михаил Васильевич
- Квачадзе, Александр Фомич
- Квачантирадзе, Василий Шалвович
- Квирквелия Рафаэл Артёмович
- Квливидзе, Тамара Николаевна
- Кецховели, Захарий Николаевич
- Кецховели, Николай Николаевич
- Кикачейшвили, Нина Иродионовна
- Кикнадзе, Георгий Иванович
- Кирвалидзе, Георгий Васильевич
- Кихвадзе, Маргарита Ивановна
- Кобахидзе, Владимир Дмитриевич
- Кордзадзе, Василий Михайлович
- Кочлавашвили Александр Иванович
- Кочладзе, Шалва Варламович
- Куджиашвили, Иван Петрович
- Кулиев, Махмуд Кули оглы
- Купарадзе, Георгий Иванович
- Купрадзе Виктор Дмитриевич
- Кутивадзе, Мария Моисеевна
- Кучава, Митрофан Ионович

## Л
- Лагидзе, Илья Никифорович
- Лекишвили, Иван Илларионович
- Лоладзе, Вахтанг Александрович
- Ломидзе, Борис Ермолаевич

## М
- Мазиашвили, Владимир Михайлович
- Майсурадзе, Любовь Пеповна
- Майсурадзе, Шалва Григорьевич
- Мамацашвили, Давид Георгиевич
- Мамедова, Гюласар Ибрагим кызы
- Мачавариани, Владимир Георгиевич
- Мегрелишвили, Тамара Ражденовна
- Мехрадзе, Мария Егоровна
- Мечурчлишвили, Елена Павловна
- Микеладзе, Михаил Герасимович
- Мирианашвили, Вахтанг Васильевич
- Молотов (Скрябин) Вячеслав Михайлович
- Мониава, Яков Зосимович
- Моретти, Карл Владимирович
- Мосашвили, Илья Онисимович
- Мумладзе, Елена Васильевна
- Мурцхваладзе, Ражден Якобович

## Н
- Нанейшвили, Владимир Варденович
- Наниташвили, Борис Григорьевич
- Нарсия, Михаил Бахваевич
- Натрошвили, Елена Моисеевна
- Нерсесян, Чинарик Вартановна
- Нижерадзе, Нури Исмаилович
- Николадзе, Яков Иванович
- Новрузова, Салатын Али кызы
- Нуцубидзе, Василий Захарович
- Нуцубидзе, Шалва Дмитриевич

## О
- Ованов, Николай Аркадьевич
- Одишария, Семён Кириллович

## П
- Пааташвили, Вахтанг Александрович
- Парджиани, Спиридон Мурзаевич
- Пественидзе, Иона Михайлович
- Плиева, Марта Дохцкоевна
- Попхадзе, Григорий Георгиевич
- Попхадзе, Трифон Варденович

## Р
- Реквава, Константин Филиппович
- Робакидзе, Георгий Абесаломович
- Рогава, Анимоз Михайлович
- Ромелашвили Давид Захарович
- Ртвелиашвили, Иосиф Георгиевич
- Русиашвили, Тебро Ивановна
- Рухадзе, Акакий Илларионович
- Рухадзе, Лонгиноз Александрович
- Рухадзе, Ольга Алексеевна

## С
- Сакварелидзе, Сергей Викторович
- Саладзе, Владимир Еремеевич
- Самаделашвили, Елена Васильевна
- Саникидзе, Владимир Кириллович
- Сарджвеладзе, Михаил Виссарионович
- Саришвили, Вениамин Евсеевич
- Саркисов, Николай Петрович
- Севастов, Константин Онуфриевич
- Сехниашвили, Георгий Сабаевич
- Сиордия, Михаил Алексеевич
- Сичинава, Манужа Бахваевна
- Сопромадзе, Владимир Самсонович
- Сталин (Джугашвили) Иосиф Виссарионович
- Стуруа Георгий Фёдорович

## Т
- Такидзе, Емени Парфёнович
- Тактакишвили Софья Несторовна
- Талахадзе Илларион Илларионович
- Таргамадзе, Константин Михайлович
- Твалчрелидзе, Георгий Григорьевич
- Тогонидзе, Варлам Яковлевич
- Толорая, Мария Давидовна
- Топуридзе Александр Епифанович

## Ф
- Франгулян, Иван Семёнович

## Х
- Хантадзе Давид Георгиевич
- Харазия Вера Николаевна
- Хатиашвили, Валериан Алексеевич
- Хведелиани, Яков Романович
- Хелидзе, Александр Тадеозович
- Хетагури, Иван Петрович
- Ходак, Иван Иванович
- Хоштария, Борис Васильевич
- Худжадзе, Александр Спиридонович

## Ц
- Цатуров, Александр Тигранович
- Церетели, Шалва Отарович
- Циклаури, Илья Андреевич
- Цимакуридзе, Кондратий Сократович
- Цинамдзгвришвили Михаил Дорофеевич
- Цирекидзе, Давид Захарьевич
- Цихелишвили, Нушо Ивановна
- Цховребов, Александр Хорзинович

## Ч
- Чадунели, Мария Придоновна
- Чанкотадзе, Вахтанг Лаврентьевич
- Чануквадзе, Шота Илларионович
- Чарквиани, Кандид Несторович
- Чачибая, Григорий Дутуевич
- Чежия, Антип Маркозович
- Челидзе, Семён Моисеевич
- Черкезия, Евтихий Илларионович
- Чечелашвили, Отари Григорьевич
- Чигиташвили, Ольга Ильинична
- Чигладзе, Гюльнара Семёновна
- Чиковани, Семён Иванович
- Чилачава, Шалва Ильич
- Читадзе, Мария Семёновна
- Чичинадзе, Аполлон Александрович
- Чичинадзе Константин Георгиевич
- Чрелашвили, Като Ермолаевна
- Чубинидзе Мирон Дмитриевич
- Чубинишвили, Георгий Георгиевич
- Чхетиани, Афанасий Леванович
- Чхубианишвили Захарий Николаевич

## Ш
- Шадури Ростом Семёнович
- Шарашидзе, Шукри Кемалович
- Шария Пётр Афанасьевич
- Шатиришвили, Ясон Маркозович
- Шашикашвили, Неврестан Реджебовна
- Шерозия, Валентина Владимировна
- Шерозия, Иосиф Алексеевич
- Шишинашвили, Русудана Яковлевна
- Шония Владимир Яковлевич
- Шония, Софья Дзокоевна

## Э
- Эгнаташвили Василий Яковлевич
- Эристави, Константин Давидович